# Chaur al-Udaid

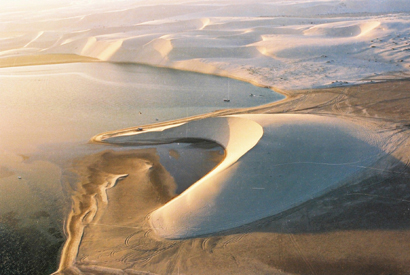
Sanddünen am seewärtigen Ende des Kanals, der den Chaur al-Udaid mit dem offenen Golf verbindet

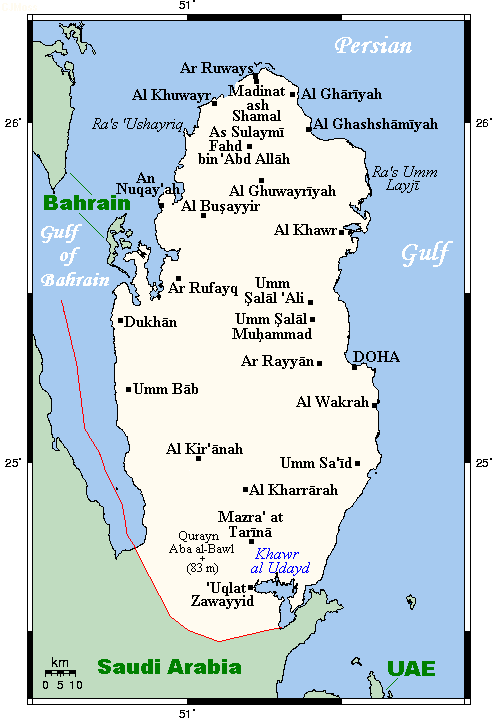
Karte von Katar mit dem Chaur al-Udaid im Südosten des Landes

Der Chaur al-Udaid (arabisch خور العديد, DMG ḫaur al-ʿUdaid; auch Khawr al Udayd) ist ein inneres Küstengewässer des Persischen Golfs im Südosten von Katar an der Grenze zu Saudi-Arabien. Es ist in eine innere (landwärtige) und eine äußere (seewärtige) Lagune gegliedert. Die äußere Lagune steht über einen schmalen natürlichen Kanal mit dem Golf in Verbindung.
Wegen seiner bemerkenswerten und weltweit einzigartigen Kombination geologischer und geomorphologischer Eigenschaften wurde das Naturreservat Chaur al-Udaid 2008 von Katar auf seine Tentativliste für das UNESCO-Welterbe gesetzt.